# 陸田美沙子
陸田 美沙子（りくた みさこ、1986年6月1日 - ）は、日本の女子バスケットボール選手である。広島県出身。ニックネームは「キョウ」。ポジションはガードフォワード。

## 来歴
実践学園高校から東京学芸大学を経て、卒業後は日本航空に入社。
2010年、エバラヴィッキーズに移籍。
2013年引退、社業に専念する。

## 経歴
- 実践学園高 - 東京学芸大 - JAL（2009年〜2010年）- エバラ（2010年〜2013年）